# Poluição marinha

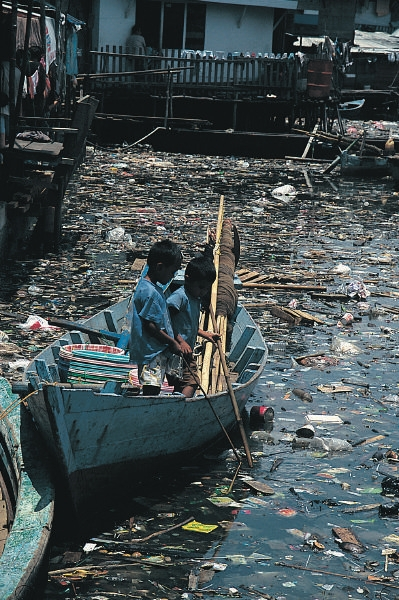
Embora a poluição marinha possa ser óbvia, como no caso dos detritos marinhos mostrados acima, muitas vezes são os poluentes que não podem ser vistos que causam mais danos.

Poluição marinha ocorre quando substâncias usadas ou liberadas por atividades humanas, como resíduos industriais, agrícolas e domésticos, partículas, ruídos, excesso de dióxido de carbono ou organismos invasores, entram nos oceanos e causam impactos prejudiciais. Cerca de 80% desses resíduos têm origem em atividades realizadas em terra, embora o transporte marítimo também tenha uma contribuição significativa. Essa poluição é composta por uma combinação de produtos químicos e lixo, que, na maioria das vezes, vêm de fontes terrestres, sendo carregados para o mar por meio da água ou do vento.
Os danos causados incluem prejuízos ao meio ambiente, à saúde dos organismos e às economias globais. Como grande parte dos poluentes vem de rios, esgotos ou da atmosfera, as plataformas continentais são as mais afetadas. A poluição atmosférica também é um fator importante, transportando elementos como ferro, ácido carbônico, nitrogênio, silício, enxofre, pesticidas e partículas de poeira para os oceanos.
Essa poluição geralmente tem origem em fontes difusas, como o escoamento de áreas agrícolas, detritos transportados pelo vento e poeira. Esses poluentes acabam nos oceanos principalmente através dos rios, mas também podem ser levados diretamente pelo vento. As principais vias de contaminação incluem descargas diretas, escoamento terrestre, poluição por barcos, resíduos dos porões de navios, emissões atmosféricas e, potencialmente, atividades de mineração em águas profundas.
Os tipos de poluição marinha podem ser classificados em diferentes categorias, como detritos marinhos, poluição plástica (incluindo microplásticos), acidificação dos oceanos, poluição por nutrientes, toxinas e ruídos subaquáticos. A poluição plástica é uma forma de contaminação causada por plásticos nos oceanos, variando desde itens maiores, como garrafas e sacolas, até microplásticos resultantes da fragmentação de materiais maiores. O lixo marinho é composto, principalmente, por resíduos descartados por humanos, que flutuam ou permanecem suspensos na água. Esse tipo de poluição representa um sério risco para a vida marinha.
Outro problema significativo é o escoamento de nutrientes, como nitrogênio e fósforo, provenientes da agricultura intensiva e do despejo de esgoto não tratado ou parcialmente tratado em rios e, consequentemente, nos oceanos. Esses nutrientes, presentes em fertilizantes, estimulam o crescimento de fitoplâncton e macroalgas, o que pode desencadear proliferações de algas nocivas (eutrofização). Essa situação é prejudicial tanto para os seres humanos quanto para a vida marinha, podendo sufocar recifes de corais sensíveis e levar à perda de biodiversidade. Além disso, a decomposição das algas em excesso consome oxigênio das águas costeiras, agravando o problema, especialmente em um cenário de mudanças climáticas que dificulta a circulação das camadas de água.
Produtos químicos tóxicos também podem se fixar em pequenas partículas que são ingeridas por organismos como plâncton e animais bentônicos, muitos dos quais são filtradores ou alimentadores de depósitos. Isso resulta na concentração dessas toxinas nas cadeias alimentares marinhas. Pesticidas introduzidos no ecossistema marinho são rapidamente absorvidos pelas cadeias alimentares, podendo causar mutações e doenças que afetam tanto os seres humanos quanto os ecossistemas. Metais tóxicos também entram nas cadeias alimentares, provocando alterações nos tecidos, na bioquímica, no comportamento, na reprodução e no crescimento da vida marinha.
Além disso, muitas rações animais contêm hidrolisado ou farinha de peixe, o que permite que toxinas presentes nos oceanos sejam transferidas para animais terrestres e, eventualmente, cheguem aos humanos por meio do consumo de carne e laticínios.

## Caminhos da poluição
Há diversas formas de categorizar e analisar as fontes de poluição que afetam os ecossistemas marinhos. Três principais vias de entrada de poluentes nos oceanos são: a descarga direta de resíduos no mar, o escoamento de águas causado por chuvas e a liberação de poluentes pela atmosfera.
Os rios desempenham um papel significativo na introdução de contaminantes nos oceanos. O ciclo da água, em que a evaporação nos oceanos supera a precipitação, é equilibrado pela chuva que cai nos continentes e chega aos rios, que, por sua vez, devolvem essa água ao mar. Por exemplo, o Rio Hudson, em Nova York, e o Rio Raritan, em Nova Jersey, que desembocam em Staten Island, são fontes de mercúrio que contaminam o zooplâncton (como copépodes) em áreas de oceano aberto. Curiosamente, a maior concentração de copépodes filtradores não ocorre nas desembocaduras desses rios, mas cerca de 110 km ao sul, próximo a Atlantic City, devido ao fluxo das águas costeiras. As toxinas levam alguns dias para serem absorvidas pelo plâncton.
A poluição marinha é comumente classificada como de fonte pontual ou fonte difusa. A poluição de fonte pontual provém de uma única origem identificável e localizada, como o despejo direto de esgoto ou resíduos industriais nos oceanos, um problema particularmente prevalente em países em desenvolvimento. Já a poluição de fonte difusa é originada de múltiplas fontes menos definidas e espalhadas, o que torna sua regulação mais desafiadora. Exemplos incluem o escoamento agrícola e os detritos transportados pelo vento.

### Descarga direta

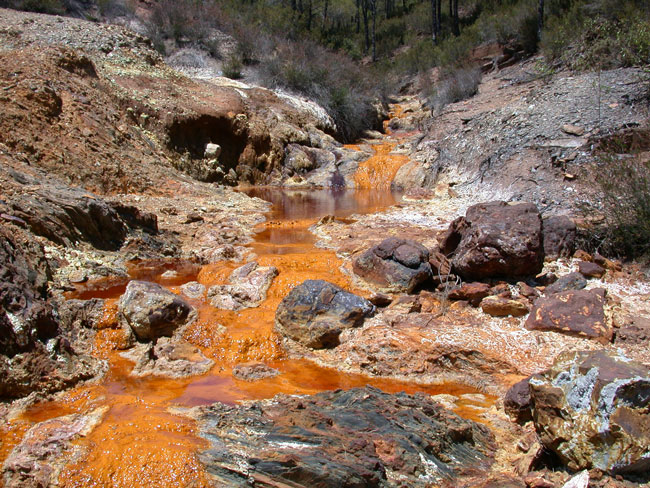
Drenagem ácida de minas no Rio Tinto

Os poluentes chegam aos rios e ao oceano através de esgotos urbanos e descargas de resíduos industriais, que podem incluir materiais perigosos e tóxicos ou plásticos.
De acordo com um estudo publicado na Science por Jambeck et al. (2015), os dez países que mais contribuem para a poluição plástica nos oceanos são, em ordem decrescente: China, Indonésia, Filipinas, Vietnã, Sri Lanka, Tailândia, Egito, Malásia, Nigéria e Bangladesh.
Outra fonte significativa de poluição marinha é a mineração terrestre de materiais como cobre e ouro. Embora grande parte da poluição venha do deslocamento de solo que atinge os rios e, eventualmente, o mar, certos minerais liberados durante o processo de mineração podem causar sérios impactos ambientais. O cobre, por exemplo, um poluente industrial comum, pode prejudicar o ciclo de vida e o desenvolvimento de pólipos de coral.
A mineração possui um histórico preocupante de impactos ambientais. Segundo a Agência de Proteção Ambiental dos Estados Unidos (EPA), a atividade já contaminou porções de mais de 40% das bacias hidrográficas no oeste continental dos EUA, sendo que uma parte significativa dessa poluição acaba alcançando os oceanos.

### Escoamento superficial
O escoamento superficial gerado pela agricultura, além do escoamento urbano e das atividades de construção, como estradas, edifícios, portos, canais e ancoradouros, pode transportar solo e partículas contendo carbono, nitrogênio, fósforo e outros minerais. Esse fluxo de nutrientes favorece o crescimento de algas carnosas e fitoplâncton em áreas costeiras, resultando em florações de algas. Essas florações podem levar à formação de condições hipóxicas, quando o oxigênio disponível é consumido. Na costa sudoeste da Flórida, proliferações de algas nocivas têm ocorrido por mais de um século, causando a morte de peixes, tartarugas, golfinhos e camarões, além de representar riscos para a saúde humana, especialmente para quem entra em contato com a água contaminada.
O escoamento poluído das estradas também representa uma fonte significativa de contaminação em áreas costeiras. Em Puget Sound, cerca de 75% dos produtos químicos tóxicos são transportados pelas águas pluviais provenientes de vias pavimentadas, calçadas, telhados, quintais e outras áreas urbanizadas. Na Califórnia, as chuvas que ocorrem entre outubro e março frequentemente arrastam petróleo, metais pesados e poluentes de emissões para o oceano.
Na China, a densa população costeira contribui significativamente para a poluição marinha por meio do escoamento terrestre. Isso inclui despejo de esgoto e contaminação resultante da urbanização e do uso intensivo do solo. Em 2001, mais de 173 mil km² das águas costeiras da China foram classificadas como abaixo da Classe I do padrão nacional de qualidade da água marinha. Grande parte dessa poluição foi causada por elementos como prata, cobre, cádmio, chumbo, arsênio, DDT e PCBs, todos introduzidos nos oceanos pelo escoamento terrestre.

### Poluição por navios

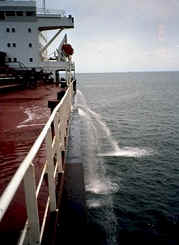
Um navio de carga bombeia água de lastro pela lateral

Os navios podem poluir rios, cursos d'água e oceanos de várias maneiras, incluindo por meio de descargas de lastro, água de porão (sentina) e tanques de combustível. Derramamentos de petróleo são especialmente devastadores, pois além de serem altamente tóxicos para a vida marinha, os hidrocarbonetos aromáticos policíclicos (HAP) presentes no petróleo bruto são extremamente difíceis de remover, podendo permanecer por anos nos sedimentos e no ambiente marinho.
A água de porão, quando liberada, também representa uma ameaça ao ecossistema circundante devido à sua toxicidade. Embora os derramamentos de óleo de grandes proporções, como os causados por naufrágios de petroleiros, atraiam mais atenção da mídia, a maior parte do petróleo que contamina os mares vem de fontes menores, como petroleiros que despejam água de lastro de tanques de óleo, vazamentos em oleodutos ou descarte indevido de óleo de motor em esgotos.
Além disso, resíduos provenientes da carga de graneleiros frequentemente poluem portos, hidrovias e oceanos. Em muitos casos, as embarcações despejam resíduos ilegais intencionalmente, desrespeitando regulamentações nacionais e internacionais. A falta de normas rígidas em alguns locais incentiva práticas como o descarte irregular de resíduos por navios de cruzeiro em áreas onde as penalidades são insuficientes. Também estima-se que mais de 10 mil contêineres sejam perdidos no mar anualmente por navios porta-contêineres, geralmente durante tempestades.
Outra forma de poluição causada pelos navios é o ruído subaquático, uma forma de poluição sonora que interfere no comportamento da vida selvagem marinha. A água de lastro, coletada no mar e liberada em portos, contribui para a propagação de espécies invasoras e algas nocivas. Por exemplo, os mexilhões-zebra, originários dos mares Negro, Cáspio e Azov, foram introduzidos nos Grandes Lagos provavelmente por meio da água de lastro de navios transoceânicos.
Meinesz acredita que um dos piores casos de uma única espécie invasora causando danos a um ecossistema pode ser atribuído a uma água-viva aparentemente inofensiva. Mnemiopsis leidyi, uma espécie de água-viva-de-pente que se espalhou e agora habita estuários em muitas partes do mundo, foi introduzida pela primeira vez em 1982 e acredita-se que tenha sido transportada para o Mar Negro na água de lastro de um navio. A população de águas-vivas cresceu exponencialmente e, em 1988, estava causando estragos na indústria pesqueira local. "A captura de anchovas caiu de 204.000 toneladas em 1984 para 200 toneladas em 1993; a espadilha de 24.600 toneladas em 1984 para 12.000 toneladas em 1993; a carapau de 4.000 toneladas em 1984 para zero em 1993."  Agora que as medusas esgotaram o zooplâncton, incluindo as larvas de peixes, os seus números caíram drasticamente, mas continuam a manter um domínio absoluto sobre o ecossistema.
Espécies invasoras podem tomar conta de áreas antes ocupadas, facilitar a disseminação de novas doenças, introduzir novo material genético, alterar paisagens marinhas subaquáticas e comprometer a capacidade de espécies nativas de obter alimentos. As espécies invasoras são responsáveis por cerca de US$ 138 mil milhões de milhões de dólares anuais em receitas perdidas e custos de gestão só nos EUA.

### Poluição atmosférica

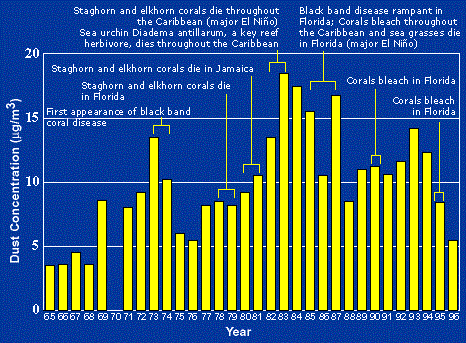
Um gráfico que relaciona a poeira atmosférica a várias mortes de corais no Mar do Caribe e na Flórida.

A atmosfera é outra importante via de poluição dos oceanos. O transporte de produtos químicos através do ar tem impactado os mares há muito tempo, influenciando, por exemplo, os níveis de nutrientes e o pH das águas. Além disso, poeira e detritos transportados pelo vento, como sacolas plásticas provenientes de aterros sanitários e outras áreas, acabam sendo levados em direção ao oceano.
Um exemplo significativo é a poeira do Saara, que viaja pela periferia sul da cordilheira subtropical e alcança o Caribe e a Flórida durante os meses mais quentes, à medida que essa cordilheira se forma e se desloca para o norte sobre o Atlântico subtropical. Outro caso notável é o transporte global de poeira proveniente dos desertos de Gobi e Taklamakan, que percorre a Coreia, o Japão e o Pacífico Norte até atingir as Ilhas Havaianas.
Desde a década de 1970, os episódios de poeira transportada pelo vento se intensificaram devido a períodos de seca na África. Embora haja grandes variações anuais no volume de poeira que alcança o Caribe e a Flórida, o transporte é mais intenso durante as fases positivas da Oscilação do Atlântico Norte. Segundo o USGS, esses eventos estão associados a um declínio na saúde dos recifes de corais nessas regiões, especialmente a partir da década de 1970.
As mudanças climáticas têm contribuído para o aumento das temperaturas oceânicas e para a elevação dos níveis de dióxido de carbono na atmosfera. Esse aumento resulta na acidificação dos oceanos, alterando os ecossistemas aquáticos e afetando a distribuição de espécies de peixes. Como consequência, há impactos significativos na sustentabilidade da pesca e nos meios de subsistência das comunidades que dela dependem. Além disso, ecossistemas marinhos saudáveis desempenham um papel crucial na mitigação dos efeitos das mudanças climáticas.

### Mineração em alto mar
Tal como acontece com todas as operações de mineração, a mineração em águas profundas levanta questões sobre potenciais danos ambientais às áreas circundantes. Como a mineração em alto mar é um campo relativamente novo, as consequências completas das operações de mineração em grande escala estão sob investigação.
Metais potencialmente tóxicos, como cobre, zinco, cádmio e chumbo, além de elementos de terras raras, como lantânio e ítrio, podem representar riscos significativos para os ecossistemas. Após a liberação dessas substâncias, podem ocorrer aumentos de ruído, luz, sedimentos e plumas que impactam negativamente o ambiente marinho.
Os minerais das profundezas oceânicas (MSP) têm grande potencial para trazer benefícios econômicos, gerando riqueza, melhorando os padrões de vida e criando oportunidades para as gerações presentes e futuras. No entanto, uma má gestão dessa riqueza pode resultar em graves consequências econômicas e sociais. A volatilidade nos preços e na produção desses minerais pode desencadear choques externos na economia, levando a impactos significativos no desenvolvimento nacional.

## Tipos de poluição

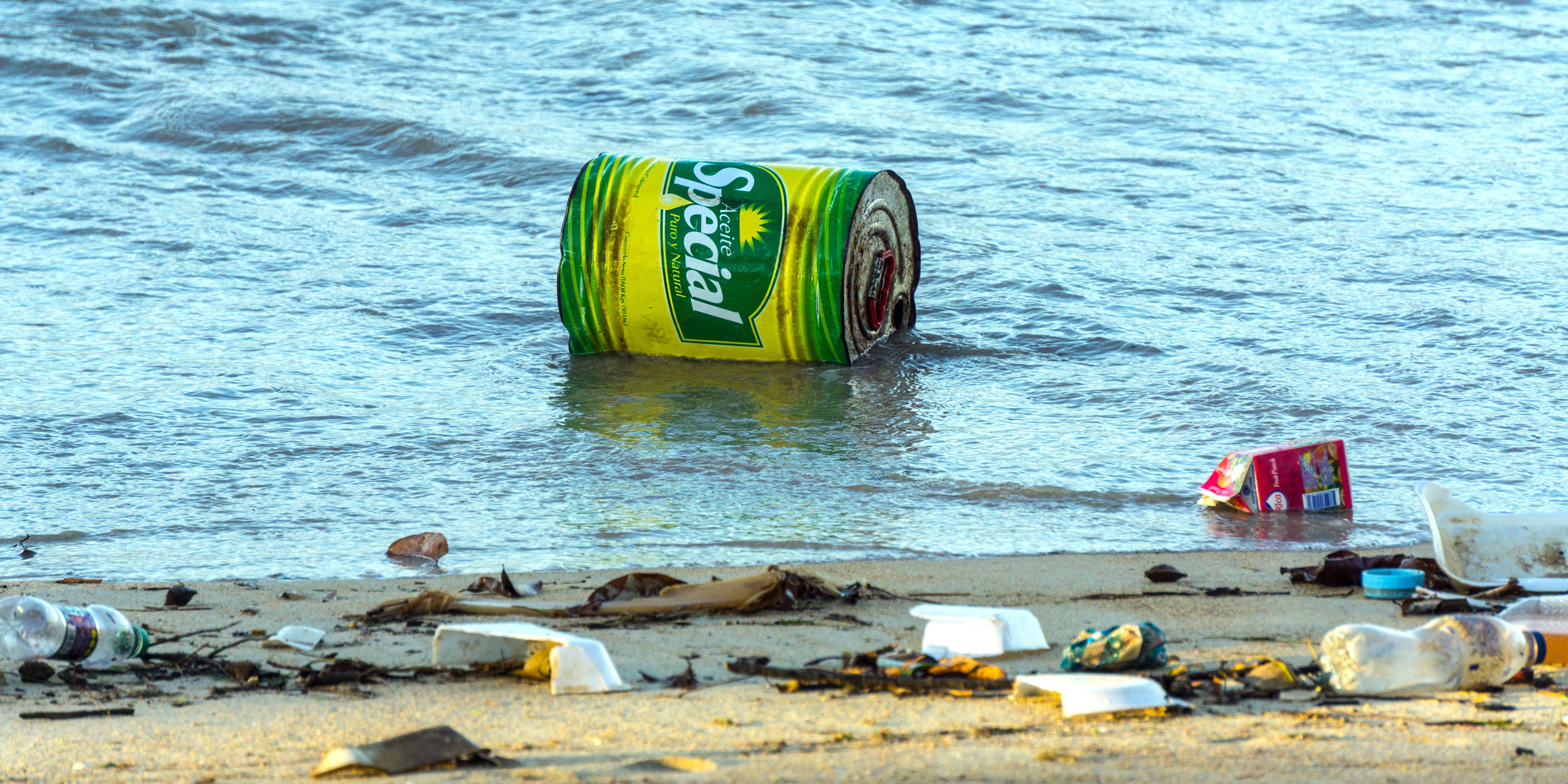
Pode flutuar no oceano

### Poluição por detritos marinhos

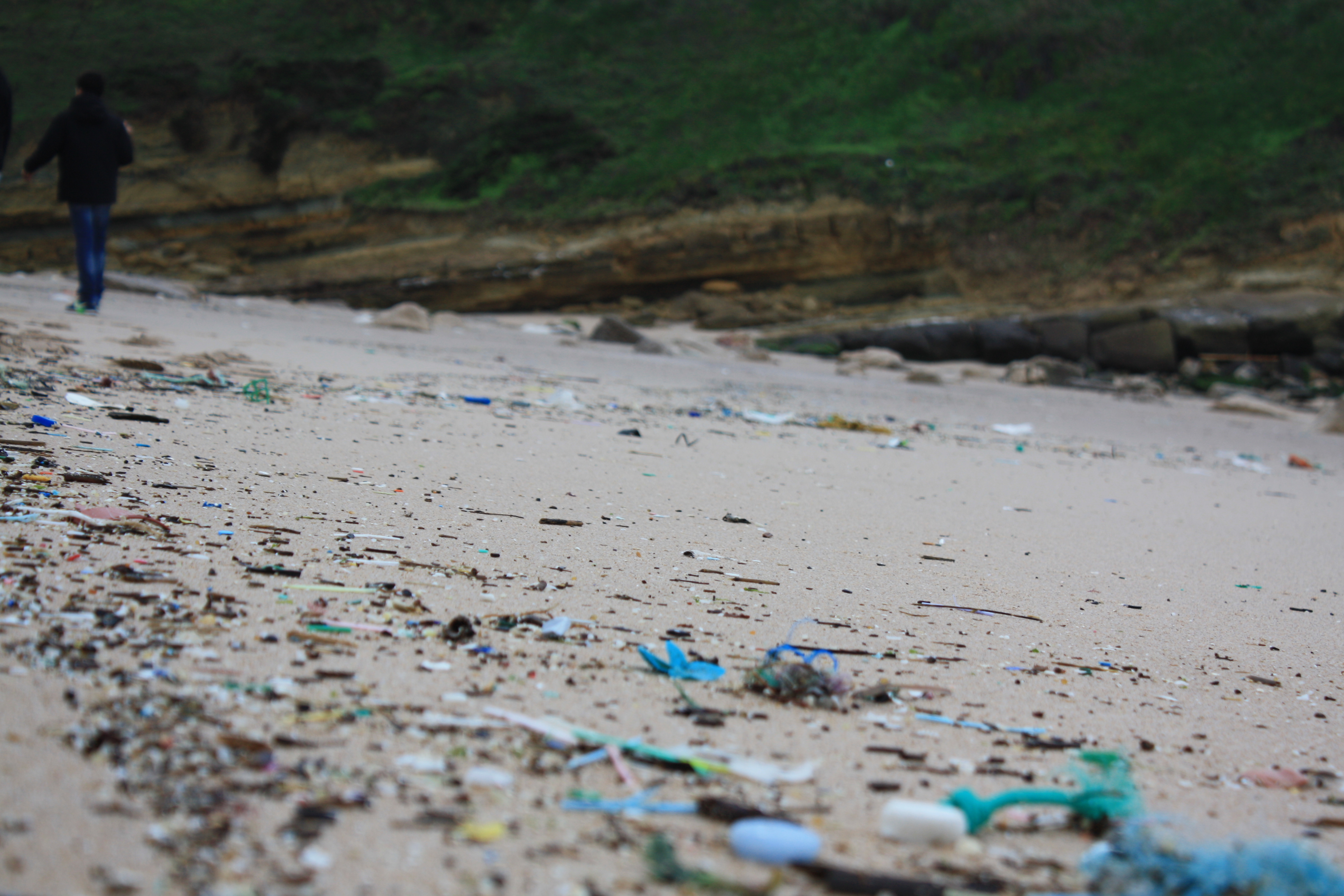
Praia cheia de lixo

Detrito marinho, também conhecido como lixo marinho, é o material sólido criado pelo homem que foi deliberada ou acidentalmente liberado nos mares ou no oceano. Detritos oceânicos flutuantes tendem a se acumular no centro dos giros e nas costas, frequentemente encalhando, quando são conhecidos como lixo de praia ou resíduos de maré. O descarte deliberado de resíduos no mar é chamado de despejo oceânico. Resíduos naturais, como madeira flutuante e sementes, também estão presentes. Com o uso crescente do plástico, a influência humana tornou-se um problema, pois muitos tipos de plásticos (petroquímicos) não se biodegradam rapidamente, como acontece com os materiais naturais ou orgânicos. O maior tipo de poluição plástica (~10%) e a maioria dos plásticos de grandes dimensões nos oceanos são descartados e perdidos nas redes da indústria pesqueira. O plástico transportado pela água representa uma séria ameaça para os peixes, as aves marinhas, os répteis marinhos e os mamíferos marinhos, bem como para os barcos e as costas.

### Poluição plástica

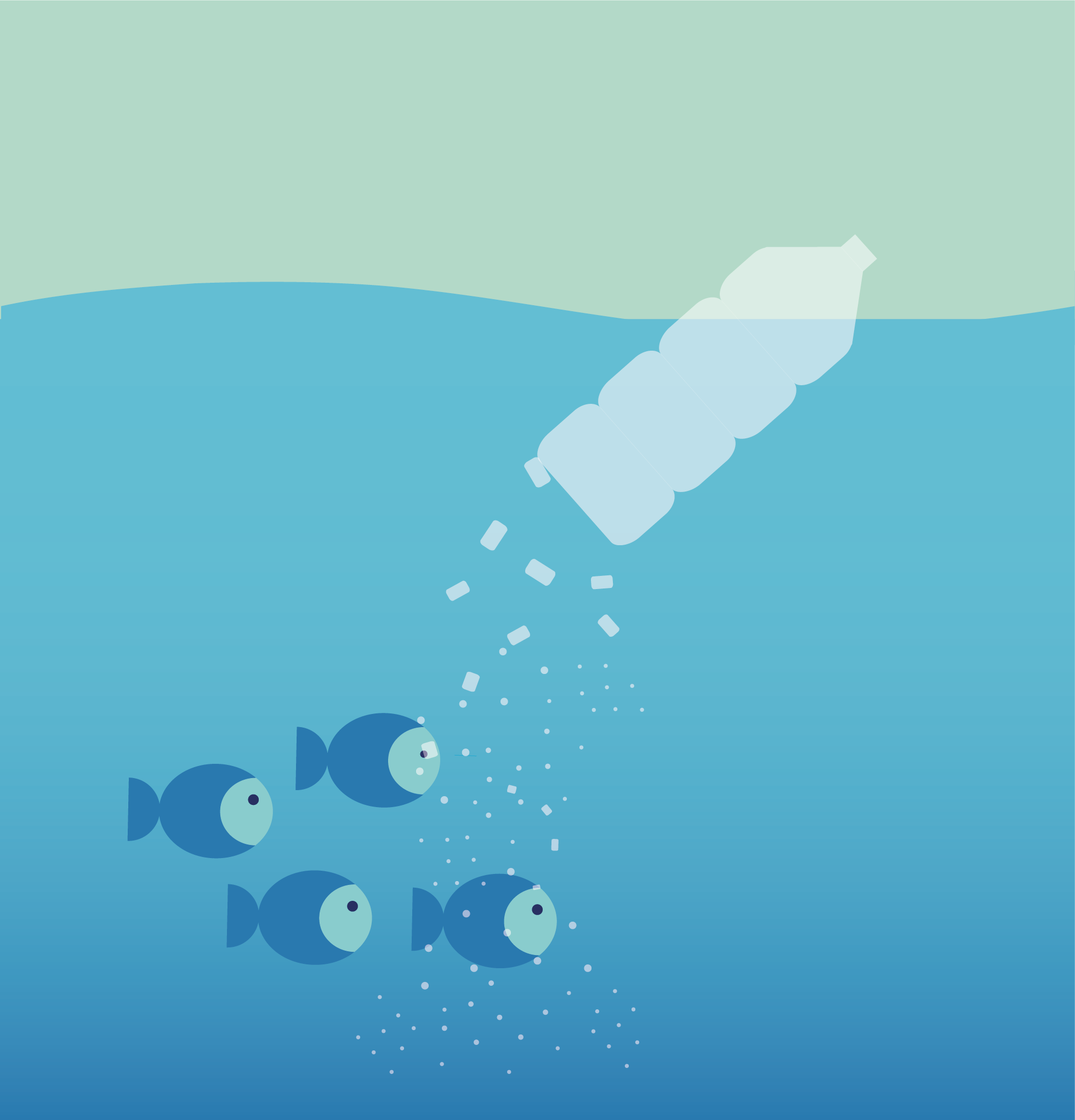
Um tipo de poluição marinha: a decomposição de uma garrafa de plástico no oceano em fragmentos menores, que eventualmente se transformam em micro e nanoplásticos

- Tartaruga-oliva emaranhada em uma rede fantasma nas Maldivas
- Poluição plástica da praia perto de Hurgada, Egito
- Pilhas de lixo plástico na "ilha de lixo" autorizada pelo governo de Thilafushi
- Um afluente do Rio Vuri em Douala, Camarões, completamente entupido com plástico.
- Garrafa plástica de Canada Dry em trilha de caminhada nos Estados Unidos adjacente a uma trilha de caminhada urbana.

Poluição plástica ou poluição por plástico é o acúmulo de objetos e partículas provenientes de plásticos (por exemplo, garrafas, sacolas e microesferas) no meio ambiente da Terra que afeta negativamente os seres humanos, a vida selvagem e seu habitat. Os plásticos que atuam como poluentes são categorizados em tamanhos de detritos micro, meso ou macro. Os plásticos são baratos e duráveis, tornando-os muito adaptáveis para diferentes usos; como resultado, os fabricantes optam por usa-los em vez de outros materiais. No entanto, a estrutura química da maioria dos plásticos os torna resistentes a muitos processos naturais de degradação. Juntos, esses dois fatores permitem que grandes volumes de plástico entrem no meio ambiente como resíduos mal administrados e que persistam no ecossistema .
A poluição plástica pode afligir a terra, as vias navegáveis e os oceanos. Estima-se que 1,1 milhão a 8,8 milhões de toneladas de resíduos plásticos entrem no oceano a partir de comunidades humanas costeiras a cada ano. Estima-se que haja um estoque de 86 milhões de toneladas de detritos marinhos plásticos no oceano mundial no final de 2013, com a suposição de que 1,4% do plástico global produzido de 1950 a 2013 entrou no oceano e se acumulou. Alguns pesquisadores sugerem que até 2050 pode haver mais plástico do que peixes nos oceanos em termos de peso. Organismos vivos, principalmente animais marinhos, podem ser prejudicados por efeitos mecânicos, como emaranhamento em objetos plásticos, problemas relacionados à ingestão de resíduos plásticos ou pela exposição a produtos químicos dentro de plásticos que interferem em sua fisiologia. Os resíduos plásticos degradados podem afetar diretamente os seres humanos por meio do consumo direto (ou seja, na água da torneira), do consumo indireto (comendo animais) e da interrupção de vários mecanismos hormonais .
Um estudo destacado pelo Fórum Econômico Mundial alerta que a poluição plástica nos oceanos pode quadruplicar até 2050, com os microplásticos potencialmente aumentando cinquenta vezes até 2100. O estudo destacou a urgência de abordar a poluição por plástico, que ameaça a biodiversidade marinha e pode levar algumas espécies à beira da extinção.

### Acidificação dos oceanos

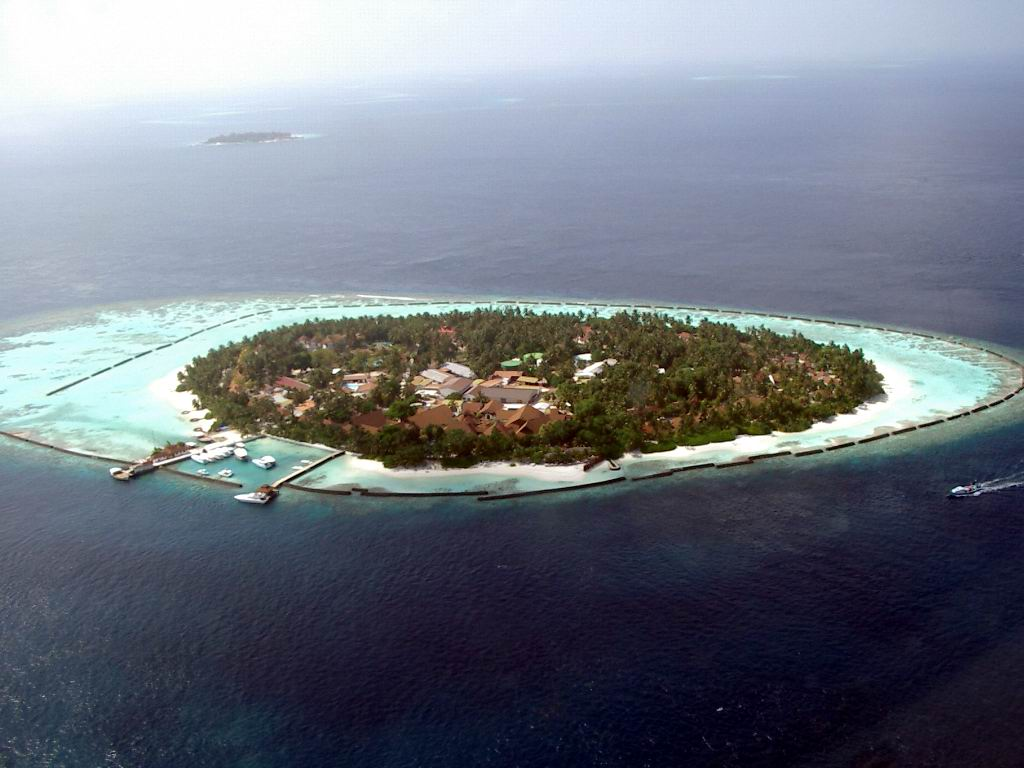
Uma ilha com um recife marginal nas Maldivas. Os recifes de coral estão morrendo em todo o mundo.

A acidificação oceânica é a designação dada à diminuição do pH nos oceanos, significando aumento da acidez, causada pelo aumento do gás carbônico atmosférico (dióxido de carbono, CO2), que se dissolve na água alterando o seu equilíbrio químico. Desde o início da Revolução Industrial, quando as emissões de carbono iniciaram uma rápida escalada, o pH da superfície oceânica diminuiu cerca de 0,1 na escala logarítmica do pH. Embora essa diferença pareça pequena pelo tipo de escala utilizada, representa um aumento de cerca de 26% na concentração de íons hidrogênio H+, os responsáveis diretos pela acidificação.

### Poluição por nutrientes

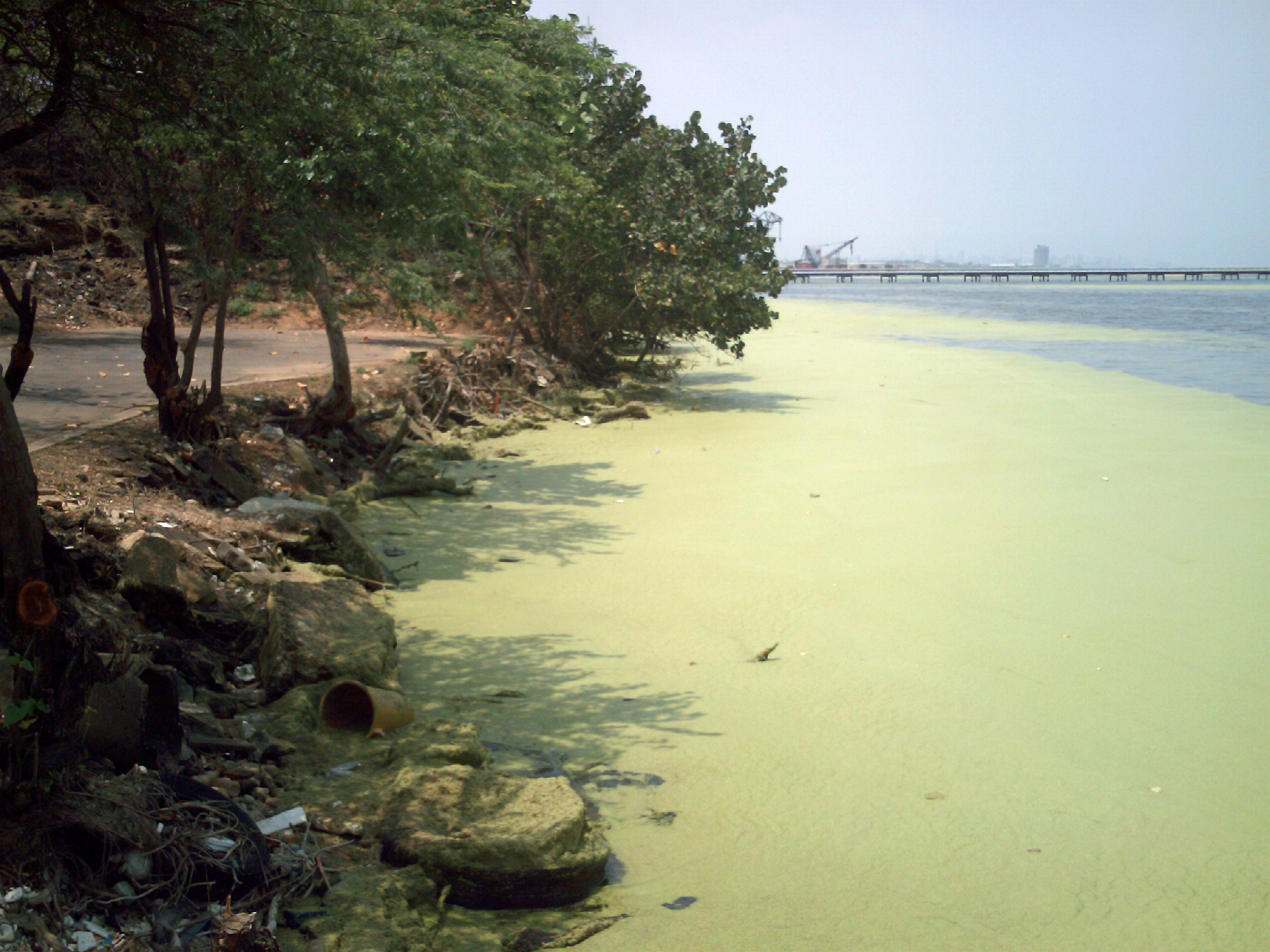
Uma lagoa poluída

O efeito da eutrofização na vida bentônica marinha

A eutrofização é o aumento de nutrientes químicos, geralmente compostos de nitrogênio ou fósforo, em um ecossistema. Esse fenômeno pode levar ao crescimento excessivo de plantas e à decomposição (aumento na produtividade primária ), além de outros efeitos como a diminuição dos níveis de oxigênio e a queda significativa na qualidade da água, afetando peixes e outras populações animais. A poluição por nutrientes, uma forma de poluição das águas, refere-se à entrada excessiva desses nutrientes, sendo uma das principais causas da eutrofização das águas superficiais. O excesso de nitratos ou fosfatos promove o crescimento de algas. Embora essas proliferações possam ocorrer naturalmente, elas estão se intensificando devido a fatores humanos ou, alternativamente, estão sendo monitoradas de forma mais rigorosa e, portanto, relatadas com maior frequência.
Os principais responsáveis são os rios que deságuam no oceano, transportando produtos químicos usados como fertilizantes na agricultura, além de resíduos do gado e dos seres humanos. O acúmulo desses produtos químicos que consomem oxigênio na água pode resultar em hipóxia, criando zonas mortas no ambiente marinho.
Os estuários são naturalmente eutróficos devido ao acúmulo de nutrientes provenientes da terra, onde o escoamento se concentra ao entrar no ambiente marinho em canais restritos. O World Resources Institute identificou 375 zonas costeiras hipóxicas ao redor do mundo, localizadas principalmente na Europa Ocidental, nas costas leste e sul dos EUA e no Leste Asiático, especialmente no Japão. No oceano, frequentemente ocorrem proliferações de algas, como a maré vermelha, que matam peixes e mamíferos marinhos, além de causarem problemas respiratórios em seres humanos e animais domésticos quando se aproximam da costa.
Além do escoamento terrestre, o nitrogênio fixado na atmosfera por atividades humanas também pode ser transportado para o oceano aberto. Um estudo de 2008 sugeriu que essa fonte poderia representar cerca de um terço do fornecimento externo de nitrogênio para os oceanos e até três por cento da nova produção biológica marinha anual. Foi proposto que o acúmulo de nitrogênio reativo no ambiente pode ter impactos tão graves quanto a liberação de dióxido de carbono na atmosfera.
Uma solução proposta para combater a eutrofização em estuários é a restauração de populações de moluscos, como as ostras. Os recifes de ostras ajudam a remover o nitrogênio da água e a filtrar os sólidos suspensos, o que diminui a probabilidade e a extensão das proliferações de algas nocivas ou das condições anóxicas. A filtragem realizada por esses moluscos é considerada benéfica para a qualidade da água, pois controla a densidade do fitoplâncton e sequestra nutrientes, que podem ser removidos do sistema por meio da coleta de moluscos, enterrados nos sedimentos ou perdidos por desnitrificação. A pesquisa pioneira sobre o uso de moluscos para melhorar a qualidade da água marinha foi realizada por Odd Lindahl e colaboradores, que utilizaram mexilhões na Suécia.